# Confine tra Costa d'Avorio e Liberia
Il confine tra la Costa d'Avorio e la Liberia ha una lunghezza di 778 km e va dal triplice confine con la Guinea a nord fino all'Oceano Atlantico a sud.

## Descrizione
Il confine inizia a nord sul monte Nuon nella catena del Nimba, e dopo un brevissimo tratto via terra raggiunge il fiume Nuon, che segue verso sud. Quindi segue brevemente i fiumi Dain, Nimoi e Boan, prima di raggiungere il Cavally, che segue in un ampio corso ad angolo retto verso l'Atlantico.

## Storia
La Liberia fu fondata come colonia per gli schiavi americani liberati nel 1822 e vari insediamenti furono fondati lungo la costa negli anni successivi, con la maggior parte di essi che si unirono per creare la Repubblica di Liberia nel 1847 (la Repubblica del Maryland si unì più tardi nel 1857). La Francia si interessò alla costa dell'Africa occidentale, stabilendo negli anni 1840 un protettorato lungo la moderna costa ivoriana, che in seguito divenne colonia della Costa d'Avorio nel 1893. Al fine di stabilire il possesso dell'entroterra, la Francia e la Liberia firmarono un trattato l'8 dicembre 1892 per delineare un confine tra il territorio liberiano e francese (sia per la Costa d'Avorio che per la Guinea francese). Il tracciato utilizzava il fiume Cavally e una serie di linee rette, ma le difficoltà nel delimitare questo confine sul terreno portarono Francia e Liberia a concludere un altro trattato il 18 settembre 1907 (confermato nel gennaio 1911) che lo spostò verso sud nella sua posizione attuale. Parte della sezione settentrionale del confine fu successivamente delimitata sul terreno dal 1926 al 1929.
La Costa d'Avorio ottenne l'indipendenza nel 1960 e il confine divenne quindi tra due stati sovrani. I due stati confermarono nel 1961 che avrebbero rispettato la frontiera esistente. Il confine è diventato molto instabile negli anni '90 e 2000 a causa di una serie di guerre civili nella regione.

## Insediamenti vicino al confine

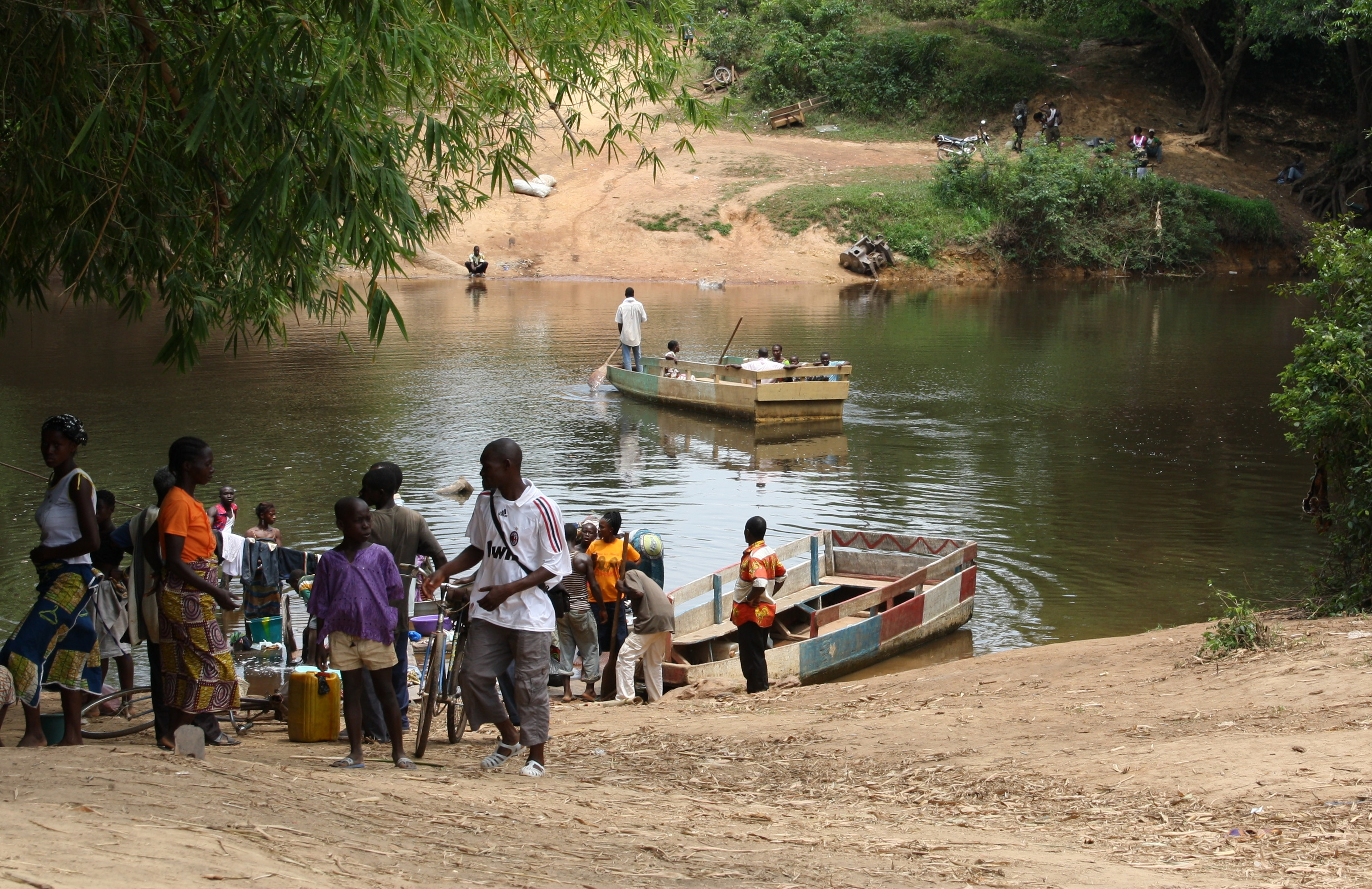
Rifugiati che attraversano il confine durante la guerra civile ivoriana nel 2011.

### Costa d'Avorio
- Toulépleu
- Taï
- Grabo

### Liberia
- Gbople
- Butlo
- Kpeaple
- Yopie Podogle
- Tliapie
- Tobli
- Towabli
- Kola
- Balike
- Drubo
- Galio
- Tawrokehn
- Yibuke
- Nemeke
- Kedeke